# Самуель Кох
Самуель Кох (нім. Samuel Koch, нар. 28 вересня 1987) — німецький актор і колишній каскадер. У 2010 році під час зйомок шоу «Wetten, dass..?» з ним стався нещасний випадок, який призвів до квадриплегії. Отримав визнання за свої виступи в мильній опері «Storm of Love» (2014) і драматичному фільмі «Head Full of Honey» (2014). Він був третім асистентом режисера у військовому фільмі «4 дні в травні», в якому зіграв невелику роль. У 2021 році брав участь у шоу «The Masked Singer Germany».

## Життєпис
4 грудня 2010 року був серйозно поранений під час сегменту розважального шоу «Wetten, dass..?»
Використовуючи пружинні черевики, він повинен був перестрибнути через п'ять рухомих автомобілів, розміри яких поступово збільшувалися. Перший і третій вагони успішно перескочив (другий був перерваний), а ось четвертий, за кермом якого був його батько, закінчився пораненням. Голова зіткнулася із лобовим склом, що призвело до падіння на підлогу студії. У результаті Самуель зламав два шийні хребці і пошкодив спинний мозок.
Кох вижив після екстреної операції, але станом на 2011 рік він назавжди паралізований. Уперше в історії шоу епізод було призупинено, а через 20 хв і зовсім знято з ефіру. У результаті ведучий Томас Готтшалк оголосив про свою відставку після виходу останньої серії сезону.

## Фільмографія
- Wetten, dass..?[en] (2010)
- Storm of Love[en] (2014)
- Head Full of Honey[en] (2014)
- 4 дні в травні (2018)
- Draußen in meinem Kopf (2018)
- The Masked Singer Germany[en] (2021)
- Sachertorte (2022)